# 馮上賓
馮上賓（16世紀—17世紀），字元献，號杜洲，河南歸德府获嘉县人，明朝政治人物。

## 生平
萬曆二十八年（1600年）庚子科舉人，天啟二年（1622年）壬戌科進士，吏部观政，天啓四年（1624年）授阳城县知县，息讼清徭。崇祯二年（1629年）遷南兵部车驾司主事，歴员外、武选司郎中，五年（1632年）出守汉中府。時流寇猖獗，上宾缮城治兵，登陴固守，民恃无恐。汉藩例运河东盐，爲民累，力请折价易蜀盐，以奉藩食，民释重负。御史奏上考，崇祯八年（1635年）擢山西副使，备兵汾州。十一年（1638年）升湖廣荆南道參政，荆故闯寇盘踞地，上宾提戈戍守，一如河东、汉中时，贼不敢肆，其功在封疆如此。归里后，济困扶危，值岁大荒，人相食，捐金施赈，全活甚众。

## 家族
曾祖馮世昌，辛未进士；祖父馮錞，寿官；父馮效孝，训导、赠署郎中事主事；母张氏，封太安人。永感下。兄馮上知，萬曆十七年己丑进士、光禄寺少卿。馮上達，生员；上用，岁贡；上愛，生员；弟上嘉，生员。娶刘氏，继娶赵氏。子兆魁、兆祜。